# Patria (korporacja akademicka)
Polska Korporacja Akademicka Patria – polska korporacja akademicka założona w Warszawie 2 maja 1921 r. 6 maja 1921 r. została przyjęta na członka rzeczywistego do Związku Polskich Korporacji Akademickich z datą starszeństwa 2 maja 1921 r. W 1923 r. zawarła kartel z K! Aquilonia oraz z K! Helania.
Barwy: karmazynowy - biały - zielony.
Dewiza: Homo non sibi natus, sed Patriae (łac. Człowiek urodził się nie dla siebie, lecz dla Ojczyzny).
Członkami honorowymi K! Patria byli:
- Antoni Kostanecki, prof. UW
- Ignacy Jan Paderewski
- Józef Rafacz, prof. UW
- Jan Tur, prof. UW

Wśród znanych patrytów jako członkowie rzeczywiści korporacji znaleźli się:
- Jerzy Giedroyć
- Bolesław Piasecki
- Janusz Rabski
- Jerzy Urbankiewicz